# Gran Premio della Toscana
Il Gran Premio della Toscana è stata una gara automobilistica di Formula 1 che si è svolta per la prima e unica volta nel 2020, all'Autodromo internazionale del Mugello, nell'omonima regione italiana.

## Storia
In seguito alla pandemia di COVID-19 scoppiata a gennaio del 2020, la FIA ha dovuto stravolgere il calendario della stagione, attuando cancellazioni e rinvii per il protrarsi dell'emergenza sanitaria a livello mondiale. Il Gran Premio viene inserito nel calendario solo a luglio.
Dato il divieto di chiamare tre prove diverse con il medesimo nome in uno stesso campionato, e data la presenza del Gran Premio d'Italia e del Gran Premio dell'Emilia-Romagna nel calendario 2020, la Federazione denomina l'appuntamento come "Gran Premio della Toscana" dal nome dell'omonima regione italiana.
Per la prima volta dal 2006, quando si disputarono il Gran Premio d'Italia a Monza e quello di San Marino a Imola, l'Italia ospita più di un Gran Premio nel proprio territorio validi per il campionato mondiale di Formula 1. Se si conta anche quello dell'Emilia-Romagna, infatti, i Gran Premi totali sul territorio italiano sono, per la prima volta in assoluto, ben tre.
Ufficialmente la corsa nel 2020 è denominata Pirelli Gran Premio della Toscana Ferrari 1000, sia per motivi di sponsorizzazione e sia in quanto il Gran Premio rappresenta la millesima gara in Formula 1 per la Ferrari, proprietaria del circuito.

## Albo d'oro
| Anno | Circuito | Pilota         | Vettura  | Resoconto |
| ---- | -------- | -------------- | -------- | --------- |
| 2020 | Mugello  | Lewis Hamilton | Mercedes | Resoconto |

## Statistiche
Le statistiche si riferiscono alle sole edizioni valide per il campionato del mondo di Formula 1 e sono aggiornate al Gran Premio della Toscana 2020.

### Vittorie per pilota
| Pos. | Pilota         | Vittorie |
| ---- | -------------- | -------- |
| 1    | Lewis Hamilton | 1        |

### Vittorie per costruttore
| Pos. | Costruttore | Vittorie |
| ---- | ----------- | -------- |
| 1    | Mercedes    | 1        |

### Vittorie per motore
| Pos. | Motore   | Vittorie |
| ---- | -------- | -------- |
| 1    | Mercedes | 1        |

### Pole position per pilota
| Pos. | Pilota         | Pole |
| ---- | -------------- | ---- |
| 1    | Lewis Hamilton | 1    |

### Pole position per costruttore
| Pos. | Costruttore | Pole |
| ---- | ----------- | ---- |
| 1    | Mercedes    | 1    |

### Pole position per motore
| Pos. | Motore   | Pole |
| ---- | -------- | ---- |
| 1    | Mercedes | 1    |

### Giri veloci per pilota
| Pos. | Pilota         | GPV |
| ---- | -------------- | --- |
| 1    | Lewis Hamilton | 1   |

### Giri veloci per costruttore
| Pos. | Costruttore | GPV |
| ---- | ----------- | --- |
| 1    | Mercedes    | 1   |

### Giri veloci per motore
| Pos. | Motore   | GPV |
| ---- | -------- | --- |
| 1    | Mercedes | 1   |

### Podi per pilota
| Pos. | Pilota          | Podi |
| ---- | --------------- | ---- |
| 1    | Lewis Hamilton  | 1    |
| =    | Valtteri Bottas | 1    |
| =    | Alexander Albon | 1    |

### Podi per costruttore
| Pos. | Costruttore | Podi |
| ---- | ----------- | ---- |
| 1    | Mercedes    | 2    |
| 2    | Red Bull    | 1    |

### Podi per motore
| Pos. | Motore   | Podi |
| ---- | -------- | ---- |
| 1    | Mercedes | 2    |
| 2    | Honda    | 1    |

### Punti per pilota
| Pos. | Pilota           | Punti |
| ---- | ---------------- | ----- |
| 1    | Lewis Hamilton   | 26    |
| 2    | Valtteri Bottas  | 18    |
| 3    | Alexander Albon  | 15    |
| 4    | Daniel Ricciardo | 12    |
| 5    | Sergio Pérez     | 10    |
| 6    | Lando Norris     | 8     |
| 7    | Daniil Kvjat     | 6     |
| 8    | Charles Leclerc  | 4     |
| 9    | Kimi Räikkönen   | 2     |
| 10   | Sebastian Vettel | 1     |

### Punti per costruttore
| Pos. | Costruttore  | Punti |
| ---- | ------------ | ----- |
| 1    | Mercedes     | 44    |
| 2    | Red Bull     | 15    |
| 3    | Renault      | 12    |
| 4    | Racing Point | 10    |
| 5    | McLaren      | 8     |
| 6    | AlphaTauri   | 6     |
| 7    | Ferrari      | 5     |
| 8    | Alfa Romeo   | 2     |

### Punti per motore
| Pos. | Motore   | Punti |
| ---- | -------- | ----- |
| 1    | Mercedes | 54    |
| 2    | Honda    | 21    |
| 3    | Renault  | 20    |
| 4    | Ferrari  | 7     |